# إنجازات المرأة في العلوم على مر التاريخ

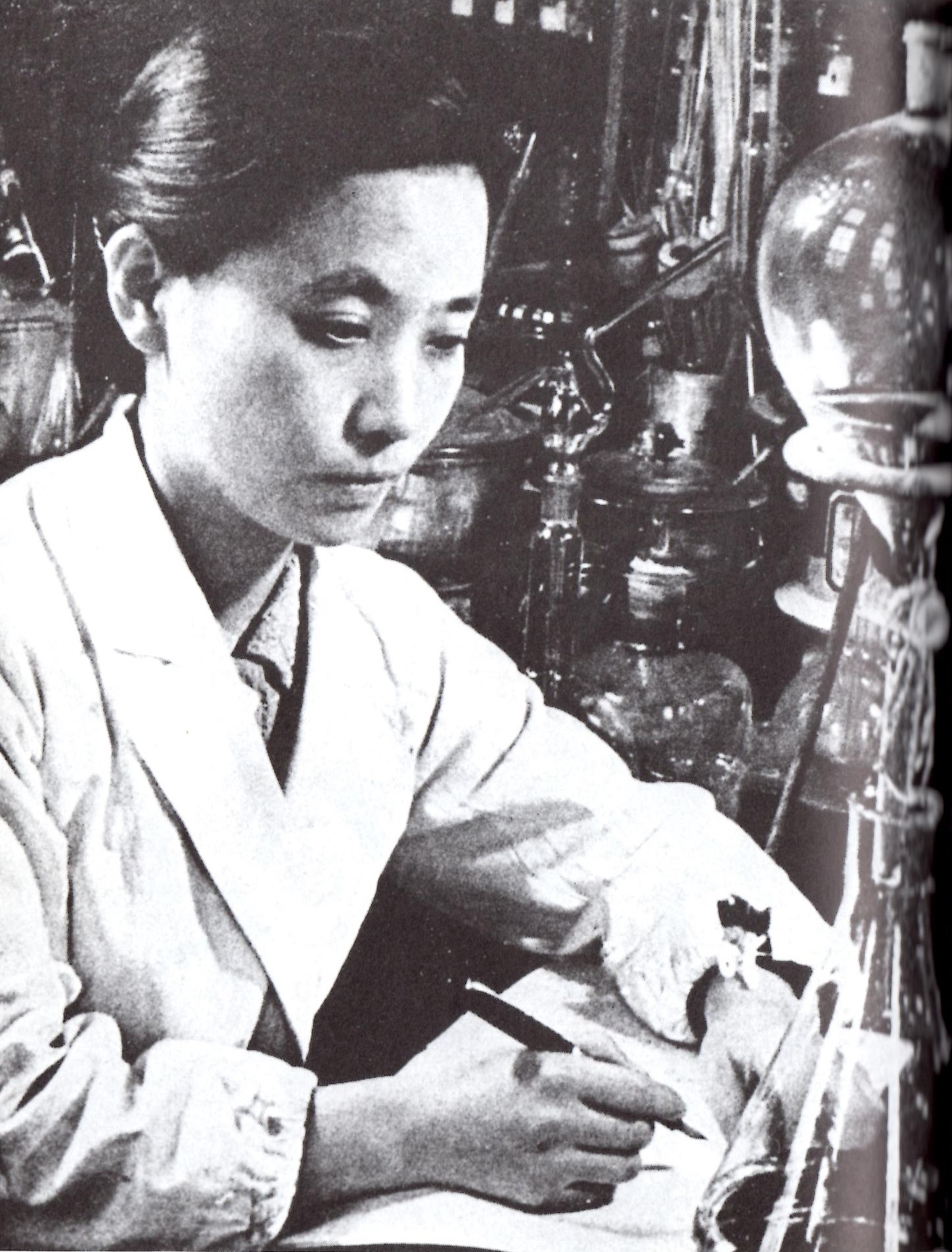
عالمة يابانية

تشمل المقالة التالية إنجازات النساء في العلوم من التاريخ القديم حتى القرن الحادي والعشرين. بينما يركز الجدول الزمني في المقام الأول على النساء المنخرطات في العلوم الطبيعية مثل علم الفلك والبيولوجيا والكيمياء والفيزياء، إلا إنه يشمل أيضًا اسهامات النساء في العلوم الاجتماعية (مثل علم الاجتماع وعلم النفس) والعلوم الرسمية (مثل الرياضيات وعلوم الكمبيوتر) وكذلك معلمي العلوم البارزين وعلماء الطب. تتعلق الأحداث الزمنية المُدرجة في الجدول الزمني بكل من الإنجازات العلمية والمساواة بين الجنسين في العلوم.

## التاريخ القديم
- 2700 قبل الميلاد: مارست مريت بتاح في مصر القديمة الطب في بلاط الفرعون.[1]
- 2000 ق.م.: روجت أجانيس، ملكة مصر لبعثة استكشافية نباتية تبحث عن نباتات طبية.[2]
- 1200 قبل الميلاد: تمت الإشارة إلى صانعة العطور في بلاد ما بين النهرين تابوتي-بيلاتيكاليم في نص قرص على كتابة مسمارية. وغالبًا ما تعتبر أول اسهام صيدلي مسجل في العالم.[3]
- 500 قبل الميلاد: ثيانوعالمة الرياضيات.
- 150 قبل الميلاد: أصبحت أغلاونيس أول فلكية تُسجّل في اليونان القديمة.[4][5]
- القرن الأول قبل الميلاد: أصبحت امرأة معروفة فقط باسم فانغ الكيميائي الصينية الأول المسجلة في تاريخ الصين. ويرجع إليها الفضل في «اكتشاف كيفية تحويل الزئبق إلى فضة» - من خلال العملية الكيميائية لغليان الزئبق من أجل استخراج بقايا الفضة النقية من الخامات.[6]
- القرن الأول الميلادي: كانت ماري اليهودية من أوائل الكيميائيين في العالم.[7]
- 355 - 415 م: اشتهرت عالمة الفلك والرياضيات والفيلسوفة هيباتيا كمعلمة محترمة وخبيرة في العلوم.[8]
- القرن الثالث الميلادي: يُعزى اختراع الإنبيق إلى كليوباترا الخيميائية، وهي شخصية مبكرة برعت في الكيمياء والكيمياء العملية.[9]

## العصور الوسطى
- ج. 975 م: خدمت الكيميائية الصينية كنج حسين سينج في الديوان الملكي. وقامت بتقطير العطور، واستخدمت شكلًا مبكرًا من جهاز سوكسلت لاستخراج الكافور من الكحول، واكتسبت تقديراً لمهارتها في استخدام الزئبق لاستخراج الفضة من المواد الخام.[6][10]
- 10th القرن: قامت الفلكية مريم الأسطرلابي بتطوير وتصنيع الأسطرلاب لبلاط سيف الدولة في حلب.[11]
- أوائل القرن الثاني عشر: كانت دوبروديا من كييف (المُتوفاة في 1131)، أميرة روس، أول امرأة تكتب مقالاً عن الطب.[12]
- أوائل القرن الثاني عشر: قام الطبيب الإيطالي تروتا ساليرنو بتجميع الأعمال الطبية المتعلقة بأمراض النساء والأمراض الجلدية.[13]
- القرن الثاني عشر: درست أديل من المسلحين في كلية ساليرنو للطب.[14]
- القرن الثاني عشر: كانت هيلدغارد أوف بينجن (1098-1179) مؤسسة التاريخ الطبيعي العلمي في ألمانيا.[15]
- 1159: قامت الراهبة الألزورية هيراد أوف لاندسبيرج (1130-1195) بتجميع الخلاصة العلمية حديقة المسرات Hortus deliciarum .[16]
- 1220s: عالمة الفلك زوليما هي عالمة فلك مسلمة من مدينة مايوركا.[17]
- أوائل القرن الرابع عشر: كانت أدلموه كرارا طبيبة في بادوفا بإيطاليا.[18]

## القرن السادس عشر
- 1561: نشرت الكيميائية الإيطالية إيزابيلا كورتيز كتابها الشهير «أسرار السيدة إيزابيلا كورتيز». تضمن الكتاب وصفات للأدوية والزيوت المقطرة ومستحضرات التجميل، وكان الكتاب الوحيد الذي نشرته كيميائية في القرن السادس عشر.[19]
- 1572:توفيت العالمة النباتية الإيطالية لوريدانا مارسيلو جراء الطاعون -  ولكنها قد طورت العديد من الوصفات الملطفة الفعالة لمرضى الطاعون، والتي استخدمها العديد من الأطباء.[20][21]
- 1572: ساعدت العالمة الدنماركية صوفيا براهي (1556-1643) شقيقها تايكو براي في رصد ملاحظاته الفلكية.[22]
- 1590: بعد وفاة زوجها، تولت كاترينا فيتالي منصبه ككبيرة الصيدليين في فيلق فرسان مالطة، لتصبح أول الكيميائيات والصيادلة في مالطا.[23][24]لقق

## القرن السابع عشر
- 1609: أصبحت القابلة الفرنسية لوي بورجوا أول امرأة تكتب كتابًا عن ممارسات الولادة.[25]
- 1642: سُجنت مارتين بيرتيو، أول امرأة مسجّلة كخبيرة في علم المعادن، في فرنسا للاشتباه في قيامها بالسحر. كانت مارتين قد نشرت كتابين كتابيين عن علم التعدين والمعادن قبل إلقاء القبض عليها.[6]
- 1650: نشرت الفلكية سيليزيا ماريا كونيتز كتابUrania Propitia، وهو عمل مبسَّط طور أساليب جوهان كيبلر الرياضية في تحديد موقع الكواكب. وقد نشر الكتاب في كل من اللاتينية والألمانية، بقرار غير تقليدي جعل من النص العلمي ممكنًا وصوله إلى القراء غير الجامعيين.[26]
- 1656: نشرت الكيميائية الفرنسية ماري ميردراك كتابها «كيمياء مفيدة وسهلة، لصالح السيدات».[27]
- 1668: أسست عالمة الرياضيات الفرنسية مارغريت دي لا سابليير صالونًا شعبيًا في باريسبعد الانفصال عن زوجها. زار العلماء من مختلف البلدان صالونها بانتظام لمناقشة الأفكار وتبادل المعرفة، وتدارست مارغريت الفيزياء وعلم الفلك والتاريخ الطبيعي مع ضيوفها.[28]
- 1680: نشرت الفلكية الفرنسية جان دوميه ملخصًا للحجج الداعمة لنظرية كوبرنيكان في علم الشمس. وكتبت جملتها الشهيرة «لا يوجد فرق بين عقل المرأة وعقل الرجل».[29]
- 1685: أشرفت الشاعرة وعالمة الآثار تيتيا برونغرما على أول عملية تنقيب في بورغر بهولندا. أنتجت الحفريات دليلًا جديدًا على أن الهياكل الحجرية كانت مقابر شيدها البشر في عصور ما قبل التاريخ - بدلاً من الهياكل التي بناها العمالقة، والتي كانت المعتقد الشائع السابق.[30]
- 1690: نشرت عالمة الفلك الألمانية من أصل بولندي إليزابيثا كوبمان هيفيليوس، أرملة يوهانس هيفيليوس، التي ساعدته في ملاحظاته (وربما الحسابات) لأكثر من عشرين عامًا، أكبر كتالوج للنجوم وأكثرها دقة في التاريخ باسم تاريخ علم الفلك Prodromus Astronomiae.[31]
- 1693 - 1698: ابتكرت الفلكية والمصورة الألمانية ماريا كلارا إيمارت أكثر من 350 رسمًا مفصلاً لمراحل القمر.[32]
- 1699: شرعت عالمة الحشرات الألمانية ماريا سيبيلا ميريان، أول عالم يوثق دورة حياة الحشرات للجمهور، في رحلة علمية إلى سورينام بأمريكا الجنوبية. وقد نشرت لاحقًاكتابها «التحول المسخي»، وهو عمل مصور رائد في علم النباتات والحيوانات والحشرات في أمريكا الجنوبية.

## القرن الثامن عشر
- 1702: امتلكت عالمة الحشرات الرائدة في اللغة الإنجليزية إليانور جلانفيل عينة من الفراشات في لينكولنشاير والتي سميت لاحقًا باسم جلانفيل فيريتيري على شرفها. أثارت مجموعتها الواسعة من الفراشات إعجاب زميل عالم الحشرات ويليام فيرنون، الذي وصف عمل غلانفيل بأنه «أجمل مجموعة من الفراشات». أصبحت عينات الفراش التي جمعتها جزءًا من مجموعة الفراش في وقت مبكر في متحف التاريخ الطبيعي.[33][34]
- 1702: أصبحت الفلكية الألمانية ماريا كيرش أول امرأة تكتشف مذنبًا.[35]
- ج. 1702 - 1744: في مونتريال بكندا، جمعت عالمة النبات الفرنسية كاثرين جيريمي عينات من النباتات ودرست خصائصها، وأرسلت العينات وملاحظاتها المفصلة إلى العلماء في فرنسا.[36]
- 1732: أصبحت الفيزيائية الإيطالية لورا باسي في عمر العشرين أول عضوة في أكاديمية بولونيا للعلوم. وبعدها بشهر واحد، أعلنت عن أطروحاتها الأكاديمية وحصلت على درجة الدكتوراه، وحصلت على منصب فخري كأستاذة للفيزياء في جامعة بولونيا. كانت أول أستاذة فيزياء في العالم.[37]
- 1738: أصبحت بوليماث الفرنسية إميلي دو شاتيلت أول امرأة تحصل على ورقة تنشرها أكاديمية باريس، بعد مسابقة حول طبيعة النار.[38]
- 1740: نشرت عالمة الرياضيات الفرنسية إميلي دو شاتيلت كتابها أساسيات الفيزياء، والتي توفر أساسًا للميتافيزيقيا للفيزياء النيوتونية.[39]
- 1748: أصبحت المهندسة الزراعية السويدية إيفا إيكبلاد أول امرأة عضو في الأكاديمية الملكية السويدية للعلوم. وطوّرت قبل عامين عملية جديدة لاستخدام البطاطس لصنع الدقيق والكحول، مما قلل بعد ذلك من اعتماد السويد على محاصيل القمح وقلل من خطر المجاعة.[40]
- 1751: تلقت الفيزيائية الإيطالية البالغة من العمر 19 عامًا كريستينا روكاتي شهادة الدكتوراه من جامعة بولونيا.[41]
- 1753: : كان الأمريكية جين كولدن هي عالمة الأحياء الوحيدة التي ذكرها كارل لينيوس في كتابه «أنواع النباتات».[42]
- 1755: بعد وفاة زوجها، شغلت عالم التشريح الإيطالي آنا موراندي مانزوليني مكانه في جامعة بولونيا، لتصبح أستاذة في علم التشريح، وأنشأت مختبر مشهور عالميًا للبحوث التشريحية.[43]
- 1757: عملت الفلكية الفرنسية نيكول راين لباوت مع عالم الرياضيات ألكسيس كليروت وجوزيف لالاندي لحساب التاريخ القادم لمذنب هالي.[44]
- 1760: بدأت البستانية الأمريكية مارثا دانييل لوغان المقابلة مع أخصائي علم النبات وجامع جون بارترام، حيث كانا يتبادلان البذور والنباتات والمعرفة النباتية بانتظام.[45]
- 1762: قامت عالمة الفلك الفرنسية نيكول رين لباوت بحساب الوقت والنسبة المئوية للكسوف الشمسي الذي كان من المتوقع حدوثه في غضون عامين. وصممت خريطة لإظهار المراحل، ونشرت جدولًا لحساباتها في طبعة معرفة الأزمان لعام 1763.[44]
- 1766: نشرت الصيدلية الفرنسية جينيف ثيرو دي أركونفيل دراستها حول التعفن. قدم الكتاب ملاحظاتها من أكثر من 300 تجربة على مدى خمس سنوات، وحاولت خلالها اكتشاف العوامل اللازمة للحفاظ على لحوم البقر والبيض وغيرها من الأطعمة. أوصى الكيميائي بيير جوزيف ماكير لحصول عملها على براءة اختراع.[46]
- 1776: في جامعة بولونيا، أصبحت الفيزيائية الإيطالية لورا باسي أول امرأة تُعيّن رئيسًا للفيزياء في إحدى الجامعات.[37]
- 1776: حصلت كريستين كيرش على راتب محترم قدره 400 تالر لإعداد التقويم.
- 1782 - 1791: قامت العالمة الكيميائية وعالمة المعادن الفرنسية كلودين بيكارديت بترجمة أكثر من 800 صفحة من الصحف العلمية السويدية والألمانية والإنجليزية والإيطالية إلى الفرنسية، مما مكن العلماء الفرنسيين من مناقشة البحوث الدولية في الكيمياء، وعلم المعادن وعلم الفلك واستخدامها بشكل أفضل.[47]
- ج. 1787 - 1797: نشرت عالمة الفلك الصينية وانغ تشيني 12 كتابًا على الأقل ومقالات متعددة حول علم الفلك والرياضيات. وابتكرت باستخدام مصباح ومرآة وطاولة معرضًا علميًا شهيرًا صُمم لمحاكاة الكسوف القمري بدقة.[48][49]
- 1789: أقامت الفلكية الفرنسية لويز دو بيري، أول امرأة باريسية تصبح أستاذة في علم الفلك، أول دورات في علم الفلك على وجه التحديد للطالبات.[50]
- 1794: اخترعت الكيميائية الاسكتلندية إليزابيث فولهام مفهوم التحفيز ونشرت كتابًا عن النتائج التي توصلت إليها.[51]
- ج. 1796 - 1820: في عهد الإمبراطور جياكينغ، أصبحت الفلكية هوانغ لو أول امرأة صينية تعمل في مجال البصريات والصور الفوتوغرافية. وطوّرت تلسكوبًا يمكنه التقاط صور فوتوغرافية بسيطة باستخدام ورق حساس.[48]
- 1797: نشرت كاتبة العلوم الإنجليزية ومدرسة العلوم مارجريت برايان كتاب النظام الوافي لعلم الفلك، وكرّست الكتاب لطلابها.[52]

## القرن التاسع عشر
- 1808: بدأت آنا سوندستروم مساعدة جاكوب بيرزيليوس في مختبره، لتصبح واحدة من أوائل الكيميائيات السويديات.[53]
- 1815: استخدمت عالمة الآثار الإنجليزية السيدة هيستر ستانهوب مخطوطة إيطالية من العصور الوسطى لتحديد موقع أثري واعد في عسقلان، لتصبح أول عالمة آثار تبدأ عملية تنقيب في المنطقة الفلسطينية. كما كانت واحدة من أقدم الأمثلة على استخدام المصادر النصية في علم الآثار الميداني.[54]
- 1816: أصبحت عالمة الرياضيات والفيزياء الفرنسية صوفي جيرمان أول امرأة تفوز بجائزة من أكاديمية باريس للعلوم عن عملها في نظرية المرونة.[55]
- 1823: اكتشفت عالمة الحفريات الإنجليزية وجامعة الأحفوريات ماري أنينغ أ، ول حفرية بحرية.[38]
- 1830 - 1837: نشرت عالمة النبات البلجيكية ماري آن ليبرت كتابها المؤلف من أربعة مجلدات، وهو عبارة عن مجموعة من 400 نوع من الطحالب والسراخس والفطريات من منطقة آردين. وتم الاعتراف الرسمي بمساهماتها في الدراسات التجريبية النظامية من قِبل الإمبراطور البروسي فريدريش فيلهلم الثالث، وحصلت ليبرت على ميدالية ذهبية لاسهاماتها الجديرة.[56]
- 1832: اخترعت عالمة الأحياء البحرية الفرنسية جيين فيليبروكس بور أول كوب ماء، واتخدمته للمساعدة في ملاحظاتها العلمية على العنقريط.[57]
- 1833: نشر أخصائيو الإحياء في اللغة الإنجليزية أميليا غريفيث وماري وايت كتابين عن الأعشاب البحرية البريطانية المحلية. كانت غريفيث تتمتع بسمعة محترمة دوليًا في جمع الأعشاب البحرية بين العلماء، وكرمها عالم النبات السويدي كارل أدولف أغارد في وقت سابق.[58]
- 1835: تم انتخاب عالمة الرياضيات الاسكتلندية ماري سومرفيل والفلكية الألمانية كارولين هيرشل كأول عضوات في الجمعية الفلكية الملكية.[59][60]
- 1836: عُيّنت الجيولوجية الإنجليزية وعالمة الحفريات إيثيلدريد بينيت، المعروف بمجموعتها الواسعة التي تضم عدة آلاف من الحفريات، كعضوة في جمعية التاريخ الطبيعي في موسكو. أخطأ المجتمع - الذي لم يقبل الرجال إلا في ذلك الوقت - في البداية وخلط بين اسم بينيت كرجل بسبب سمعتها كعالمة واسمها الأول غير المعتاد.[61][62]
- 1840: دعت جامع ة الأحفوريات الاسكتلندية والمصورة السيدة إليزا ماريا غوردون كومينغ علماء الجيولوجيا لويس أغاسيز، وويليام بوكلاند ورودريك مورشيسون لفحص مجموعتها من أحافير الأسماك. أكد أغاسيز العديد من اكتشافات جوردون كامينغ كنوع جديد.[63]
- 1843: خلال فترة تسعة أشهر في 1842-1843، ترجمت عالمة الرياضيات الإنجليزية آدا لوفليس مقالة لويجي مينابريا عن أحدث آلة مقترحة لتشارلز بابيج، المحرك التحليلي. وألحقت مع المقالة مجموعة من الملاحظات.[64] تم تصنيف ملاحظاتها أبجديًا من A إلى G. في الملاحظة G، تصف خوارزمية للمحرك التحليلي لحساب أرقام بيرنيللي. تُعد أول خوارزمية منشورة مصممة خصيصًا للتنفيذ على جهاز كمبيوتر، وغالبًا ما يُشار إليها كأول مبرمج كمبيوتر لهذا السبب.[65][66] لم يكتمل المحرك أبدًا لذا لم يتم اختبار برنامجها أبدًا.[67]
- 1843: نشرت عالم النبات والمصور الرائد آنا أتكينز كتابًا لها بعنوان «صور للطحالب البريطانية»، يوضح العمل باستخدام الأنماط الزرقاء. كان كتابها أول كتاب يشمل صورًا توضيحية.[68]
- 1846: بنت عالمة الحيوان البريطانية آنا ثين أول حوض أسطواني بحري مستقر ذا اكتفاء ذاتي.[69]
- 1848: أصبحت الفلكية الأمريكية ماريا ميتشل أول امرأة تُنتخب في الأكاديمية الأمريكية للفنون والعلوم؛ واكتشفت المذنب الجديد في العام السابق.[70]
- 1848 - 1849: تعاونت عالمة اللغة الإنجليزية ماري آن ويتبي، الرائدة في إنتاج الحرير من دودة القز، مع تشارلز داروين في البحث عن الصفات الوراثية لديدان القز.[71][72]
- 1850: قبلت الجمعية الأمريكية لتقدم العلوم أول عضوات لها من النساء: الفلكية ماريا ميتشل، وعالمة الحشرات مارجريتا موريس، ومدرسة العلوم الميرا هارت لينكولن فيلبس.[73]

## أوائل القرن العشرين
- 1911: أصبحت الفيزيائية والكيميائية البولندية المولد ماري كوري أول امرأة تحصل على جائزة نوبل في الكيمياء، والتي حصلت عليها «لاكتشاف عناصر الراديوم والبولونيوم، عن طريق عزل الراديوم ودراسة الطبيعة ومركبات هذا العنصر الرائع».[74][75][76]
- 1911: أصبحت عالمة الأحياء النرويجية كريستين بونيفي أول عضوة في الأكاديمية النرويجية للعلوم والآداب.[77]
- 1912: درست عالمة الفلك الأمريكية هنريتا سوان ليفيت فترات الدورة الساطعة لنجوم السيفيد، ثم وجدت طريقة لحساب المسافة من هذه النجوم إلى الأرض.[74]
- 1912: تم تعيين عالم النبات وعالمة الوراثة الكندية كاري ديريك كأستاذة في علم النبات في جامعة ماكجيل.وأصبحت بذاك أول امرأة تشغل منصب أستاذة في أي قسم بأي جامعة كندية.[78]
- 1913: أصبحت ريجينا فليسزاروا أول سيدة بولندية تحصل على درجة الدكتوراه في العلوم الطبيعية.[79]
- 1913: نشرت إيزابيلا تكستوريسوف، أول عالمة نباتات سلوفاكية، «فلورا داتا من مقاطعة توريك» في مجلة النباتات. اكتشف عملها أكثر من 100 نوع من النباتات لم تكن معروفة من قبل من منطقة توريك.[80]
- 1913: شاركت الطبيبة والكيميائية الكندية مود مينتين في تأليف ورقة عن حركية الإنزيم، مما أدى إلى تطوير معادلة مايكليس - مينتين الحركية.[81]
- 1914 - 1918: خلال الحرب العالمية الأولى، أجرى فريق من سبع سيدات بريطانيات بحثًا رائدًا عن الترياق الكيميائي للغازات المستخدمة في الحروب. وحصلت مديرة المشروع مارثا وايتلي على وسام الإمبراطورية البريطانية لمساهماتها في زمن الحرب.[82]
- 1914: أصبحت عالمة الفطريات البريطانية المولد إثيل دويدج أول امرأة في جنوب إفريقيا تحصل على درجة الدكتوراه في أي موضوع، وحصلت على درجة الدكتوراه في العلوم من جامعة جود هوب. كانت أطروحتها عن «مرض بكتي من المانجو».[83]
- 1916: أصبحت إيزابيلا بريستون أول هندية متخصصة في صناعة النباتات في كندا، حيث أنتجت زنبق جورج سي كريلمان. وحصلت زنبقتها في وقت لاحق على جائزة الاستحقاق من الجمعية البستانية الملكية.[84]
- 1916: أصبحت تشيكا كورودا أول امرأة يابانية تحصل على درجة البكالوريوس في العلوم، ودرست الكيمياء في جامعة توهوكو الإمبراطورية. وعُيّنت بعد التخرج لاحقًا أستاذًا مساعدًا في الجامعة.[85]
- 1917: تلقت عالمة الحيوان الأمريكية ماري ج. راثبون شهادة الدكتوراه من جامعة جورج واشنطن. وعلى الرغم من عدم التحاقها بالكلية مطلقًا - أو أي تعليم رسمي خارج المدرسة الثانوية - قامت راثبون بتأليف أكثر من 80 منشورًا علميًا، ووصف أكثر من 674 نوعًا جديدًا من القشريات، ووضعت نظامًا للسجلات المتعلقة بالقشريات في متحف سميثسونيان.[86]
- 1917: أصبحت عالمة الأحياء عالمة الوراثة الهولندية جانتينا تامس أول أستاذة جامعية في هولندا. وعُيّنت كأستاذة استثنائية في علم الأمراض النباتية في جامعة أوتريخت.[87]
- 1918: ابتكرت الفيزيائية وعالمة الرياضيات الألمانية إيمي نوثر نظرية نويثر لشرح العلاقة بين قوانين التناظر والحفظ.[88]
- 1919: أصبحت كاثلين مايسي كورتيس أول امرأة نيوزيلندية تحصل على درجة الدكتوراه في العلوم (DSc)، لتكمل أطروحتها حول مرض ثآر البطاطس في الكلية الإمبراطورية للعلوم والتكنولوجيا. استُشهد ببحثها بأنه «النتيجة الأكثر بروزًا في أبحاث الفطريات التي قدمت لمدة عشر سنوات».

### العشرينيات
- 1920: تم انتخاب لويزا بولس زميلة في الجمعية الملكية لجنوب إفريقيا لمساهماتها في علم النبات. على مدار حياتها، حددت بولس وسمت أكثر من 1700 نوعًا جديدًا من نباتات جنوب إفريقيا - أكثر من أي عالم نبات آخر في جنوب إفريقيا.[89]
- 1923: حصلت الطبيبة الأرجنتينية ماريا تيريزا فيراري على أول دبلوم حصلت عليه امرأة من كلية الطب في جامعة باريس لدراستها في المسالك البولية.[90]
- 1924: أصبحت فلورنس باسكوم أول امرأة تُنتخب لعضوية مجلس الجمعية الجيولوجية الأمريكية.[91]
- 1925: شرعت عالم النبات المكسيكي الأمريكي إنيس ماكسيا في رحلتها النباتية الأولى إلى المكسيك، حيث جمعت أكثر من 1500 عينة نباتية. وعلى مدار الثلاثة عشر عامًا التالية، جمعت ماكسيا أكثر من 145000 عينة من المكسيك وألاسكا والعديد من دول أمريكا الجنوبية. واكتشفت 500 نوع جديد.[92]
- 1925: أصبحت عالمة الطب الأمريكية فلورنس سابين أول امرأة تُنتخب للأكاديمية الوطنية للعلوم.[93]
- 1925: أثبتت عالمة الفلك والفيزياء الفلكية البريطانية الأمريكية سيسيليا باين-جابوشكين أن الهيدروجين هو العنصر الأكثر شيوعًا في النجوم، وبالتالي العنصر الأكثر وفرة في الكون.[94]
- 1927: أصبحت كونو ياسوي أول امرأة يابانية تحصل على درجة الدكتوراه في العلوم، ودرست في جامعة طوكيو الإمبراطورية واستكملت أطروحتها عن «دراسات حول تركيب الفحم الحجري والفحم البني والفحم القاري في اليابان».[95]
- 1928: أصبحت أليس إيفانز أول امرأة تنتخب رئيسًا لجمعية علماء البكتيريا الأمريكية.[96]
- 1928: أصبحت هيلين باتل أول امرأة تحصل على درجة الدكتوراه في علم الأحياء البحرية في كندا.[97]
- 1928: نشرت عالمة الأحياء البريطانية كاثلين كاربنتر أول كتاب مدرسي باللغة الإنجليزية مخصص لبيئة المياه العذبة: الحياة في المياه الداخلية.[98]
- 1929: أصبحت عالم النبات الأمريكي مارغريت كلاي فيرجسون أول رئيسة الجمعية النباتية الأمريكية.[99]
- 1929: أصبحت الاسكتلندية من أصل نيجيري أجنيس يواندي سافاج أول امرأة من غرب إفريقيا تتخرج من كلية الطب، وحصلت على شهادتها من جامعة أدنبرة.[100][101][102]

### الثلاثينيات
- 1932: أصبحت ميشيو تسوجيمورا أول امرأة يابانية تحصل على الدكتوراه في الزراعة. ودرست في جامعة طوكيو الإمبراطورية، وكانت أطروحتها الدكتوراه بعنوان «المكونات الكيميائية للشاي الأخضر».[103]
- 1933: حصلت العالمة المجرية إليزابيث رونا على جائزة هاينغر من أكاديمية العلوم النمساوية عن طريقة استخراج البولونيوم.[104][105]
- 1933: أصبحت عالمة البكتيريا الأمريكية روث إيلا مور أول امرأة أمريكية من أصل أفريقي تحصل على درجة الدكتوراه في العلوم الطبيعية، حيث أكملت الدكتوراه في علم الجراثيم في جامعة ولاية أوهايو.[106]
- 1935: حصلت الكيميائي الفرنسي إيرين جوليوت كوري على جائزة نوبل في الكيمياء إلى جانب فريدريك جوليوت كوري «لتوليفها عناصر مشعة جديدة».[107]
- 1935: حصلت النجمة المختلطة الأمريكية غريس ستورتيفانت الشهيرة بلقب «السيدة الأولى للقزحية» على الميدالية الذهبية لجمعية القزحية الأمريكية عن عملها طوال حياتها.[108]
- 1936: أصبحت إديث باتش أول رئيسة لجمعية الحشرات الأمريكية.[109]
- 1936: انتُخبت عالمة الفطريات كاثلين مايسي كورتيس كأول زميلة في الجمعية الملكية النيوزيلندية.[110][111]
- 1936: اكتشفت عالمة الزلازل الدنماركية وعالمة الجيوفيزيائي إنج ليمان أن الأرض لها قلب داخلي صلب متميز عن قلبها الخارجي المنصهر.[112]
- 1937: ساعدت عالمة الأمراض الشرعية الكندية فرانسيس جيرترود ماكجيل الشرطة الملكية الكندية المثبتة في إنشاء أول مختبر للكشف عن الطب الشرعي.[113]
- 1937: أصبحت سوزان كوماير سيلفان أول عالمة أنثروبولوجيا هايتية وأول شخص من هايتي تحصل على درجة الدكتوراه، وحصلت على درجة الدكتوراه من جامعة باريس.[114][115][116]
- 1937: حصلت ماريتا بلاو وطالبتها هرتا وامباخر، وكلاهما فيزيائيتان نمساويتان، على جائزة ليبين للأكاديمية النمساوية للعلوم عن عملهما في مجال رصد الأشعة الكونية باستخدام تقنية المستحلبات النووية.[117][118]
- 1938: أصبحت إليزابيث أبيمبولا أووليي أول امرأة تحصل على ترخيص لممارسة الطب في نيجيريا بعد تخرجها من جامعة دبلن وأول موظفة طبية من غرب إفريقيا حاصلة على ترخيص من كلية الجراحين الملكية بدبلن.[119][120][121][122]
- 1938: أصبحت الجيولوجيا أليس ويلسون أول امرأة تُعيّن كزميلة في الجمعية الملكية الكندية.[123]
- 1938: اكتشفت عالمة الطبيعة الجنوب أفريقية مارجوري كورتيناي-اتيمر أسماك سيلكانث التي يتم صيدها بالقرب من نهر تشالومنا. ويعتقد أن الأنواع انقرضت لأكثر من 60 مليون سنة. وسُميّت فصيلة الأسمال تلك على شرفها.[124]
- 1939: قادت الفيزيائية النمساوية السويدية ليز مايتنر، إلى جانب أوتو هان، المجموعة الصغيرة من العلماء الذين اكتشفوا الانشطار النووي لليورانيوم لأول مرة عند امتصاصه نيوترونًا إضافيًا؛ ونُشرت النتائج في أوائل عام 1939.[125][126]
- 1939: اكتشفت الفيزيائية الفرنسية مارغريت بيري الفرانسيوم.[127]

### الأربعينيات
- 1941: أصبحت العالمة الأمريكية روث سميث لويد أول امرأة أمريكية من أصل أفريقي تحصل على درجة الدكتوراه في علم التشريح.[128]
- 1942: قامت الممثلة والمخترعة الأمريكية هيدي لامار والملحن جورج أنتيل بتطوير نظام توجيه لاسلكي للطوربيدات المتحالفة التي تستخدم تقنية انتشار الطيف والتردد الترددي لهزيمة خطر التشويش من قبل قوى المحور. وعلى الرغم من أن البحرية الأمريكية لم تعتمد هذه التقنية حتى الستينيات، إلا أن مبادئ عملها استُخدمت في تقنية بلوتوث وتشابهت مع الأساليب المستخدمة في الإصدارات القديمة من وصول المتعدد بتقسيم الترميز والواي فاي. أدى هذا العمل إلى تسجيل أسمائهم في قاعة مشاهير المخترعين الوطنية في عام 2014.
- 1942: أصبحت الجيولوجيا الأمريكية مارغريت ويليامز أول امرأة أمريكية من أصل أفريقي تحصل على درجة الدكتوراه في الجيولوجيا في الولايات المتحدة. أكملت الدكتوراه بعنوان «تاريخ التآكل في حوض تصريف الأناكوستيا» في الجامعة الكاثوليكية.[129][130]
- 1942: عُيّنت ماري غولدا روس مهندسة الفضاء الأمريكية الأصلية في شركة لوكهيد للطائرات حيث قدمت استكشاف الأخطاء وإصلاحها للطائرات العسكرية. واصلت العمل لدى ناسا، وطوّرت المتطلبات التشغيلية، وخطط الطيران، وكتيب رحلة الكواكب لمهام المركبات الفضائية مثل برنامج أبولو.[131]
- 1943: ترقّت عالمة الجيولوجيا البريطانية إيلين غوبي إلى رتبة الجيولوجي المساعد، وبالتالي أصبحت أول خريجة جيولوجيا في هيئة التدريس في هيئة المسح الجيولوجي البريطانية.[132]
- 1944: أصبحت الكيميائي الهندية أسيما تشاترجي أول امرأة هندية تحصل على درجة الدكتوراه في العلوم، حيث أنهت دراستها في جامعة كالكوتا. وتابعت إنشاء قسم الكيمياء في كلية ليدي برابورن.[133]
- 1945: قام علماء الفيزياء والرياضيات الأمريكي فرانسيس سبنس، وروت تيتيلابام ومارلين ميلتزر، وبيتي هولبيرتون، وجين بارتيك وكاثلين أنتونيلي بتطوير المبرمجة الإلكترونية للأغراض العامة الكمبيوتر إينياك ENIAC ، وأصبوا من أوائل مبرمجي الكمبيوتر في العالم.[134]
- 1947: أصبحت عالمة الكيمياء الحيوية النمساوية الأمريكية جيرتي كوري أول امرأة تحصل على جائزة نوبل في علم وظائف الأعضاء أو الطب، والتي حصلت عليها مع كارل فرديناند كوري «لاكتشافهم مسار التحويل الحفاز للجليكوجين»، مناصفةً مع برناردو ألبرتو هوساي «لاكتشافه الدور الذي يلعبه هرمون الفص النخامي الأمامي في استقلاب السكر».[135][136][137]
- 1947: أصبحت الكيمياء الحيوية الأمريكية ماري ماينارد دالي أول امرأة أمريكية من أصل أفريقي تحصل على درجة الدكتوراه في الكيمياء في الولايات المتحدة. أكملت أطروحتها بعنوان «دراسة للمنتجات التي تشكلها حركة البنكرياس الأميليز على نشا الذرة» في جامعة كولومبيا.[138]
- 1947: حصلت عالمة الفيزياء النمساوية بيرتا كارليك، على جائزة هاينجر من أكاديمية العلوم النمساوية لاكتشافها الأستاتين.[139]
- 1947: أصبحت سوزان أوفوري عطا أول امرأة غانية تحصل على شهادة في الطب عندما تخرجت من جامعة أدنبرة.[101][102]
- 1948: أصبحت أخصائية أمراض النبات الكندية وعالمة الفطريات مارجريت نيوتن أول امرأة تحصل على ميدالية فلافيل من الجمعية الملكية الكندية تقديرًا لبحثها المكثف في مرض فطريات صدأ القمح. أدت تجاربها إلى تطوير سلالات من القمح المقاوم للصدأ.[140]
- 1949: عالم النبات أصبحت أول امرأة الأذربيجانية للحصول على درجة الدكتوراه في الدراسات البيولوجية. واصلت كتابة أول كتب مدرسية باللغة الأذربيجانية حول علم الأحياء وعلم الأحياء.[141]

## أواخر القرن العشرين

### الخمسينيات
- الخمسينيات: شاركت عالمة الطب الأمريكية من أصل صيني تساي فان يو في تأسيس عيادة في مركز جبل سيناء الطبي لدراسة وعلاج النقرس. وأثبت يو من خلال عملها مع ألكساندر ب. جوتمان أن مستويات حمض اليوريك كانت عاملاً متسببًا في الألم الذي يعاني منه مرضى النقرس، وطورت بعد ذلك عقاقير فعالة متعددة لعلاج النقرس.[142]
- 1950: أصبحت ماتيلدا ج. كليرك أول امرأة في غانا وغرب إفريقيا تلتحق بكلية لاستكمال لدراسات العليا، وحصلت على دبلوم دراسات عليا من كلية لندن للصحة والطب الاستوائي.[101][102]
- 1950: أصبحت إيزابيلا أبوت أول امرأة من مواطني هاواي تحصل على درجة الدكتوراه في أي علم. وكان ذلك في علم النبات.[143][144]
- 1950: أصبحت عالمة الأحياء المجهرية الأمريكي إستر ليدربيرغ أول من عزل بكتريا لامدا، وهو فيروس الحمض النووي، من الإشريشية القولونية K-12.[145]
- 1951: أصبحت إستير أفوا أوكلو من غانا أول شخص من أصل أفريقي يحصل على دبلومة طبخ من معهد Good Housekeeping في لندن، كما حصلت على شهادة الدكتوراة لحفظ الأغذية في محطة لونغ أشتون للأبحاث بقسم البستنة في جامعة بريستول.[146][147][148]
- 1952: أكملت عالمة الكمبيوتر الأمريكية غريس هوبر ما يعتبر أول مترجم، وهو برنامج يسمح لمستخدم الكمبيوتر باستخدام كلمات شبيهة بالإنجليزية بدلاً من الأرقام. عُرف ذلك البرنامج باسم المترجم A-0.[149]
- 1952: التقطت ريموند جوسلينج في مايو 1952 الصورة 51، وهي صورة حيود الأشعة السينية للحمض النووي المتبلور. وكان ريموند في ذلك الوقت تدرس لاستكمال الدكتوراه تحت إشراف الكيميائي البريطاني والفيزيائي البيولوجي روزاليند فرانكلين؛[150][151][152][153] وكان عملها دليلًا حاسمًا[154] في تحديد بنية الحمض النووي.[155]
- 1952: أصبحت عالمة الزراعة الكندية ماري ماك آرثر أول زميلة للمعهد الزراعي الكندي لمساهماتها في علم الجفاف والغذاء.[156][157]
- 1953: شاركت عالمة الأحياء البريطانية من أصل كندي ألما هوارد في تأليف ورقة تقترح أن حياة الخلية تنقسم إلى أربع فترات متميزة. وأصبح هذا المفهوم هو الأول لدورة الخلية.[158]
- 1954: كانت لوسي كرانويل أول امرأة تحصل على ميدالية هيكتور من الجمعية الملكية النيوزيلندية. وقد تم تكريمها لعملها الرائد مع حبوب اللقاح في مجال علم الطلع.[159]
- 1955: أصبحت مويرا دنبار أول عالمة تدرس جليد البحر من خلال رحلتها على متن سفينة كاسحة الجليد الكندية.[160][161][162]
- 1955: نشرت عالمة الجيولوجيا اليابانية كاتسوكو ساروهاشي بحثها حول قياس مستويات حمض الكربونيك في مياه البحر. وتضمنت الورقة البحثية أداة قياس طورتها ركزت على استخدام درجة حرارة الماء ومستوى الأس الهيدروجيني والكلورين لتحديد مستويات حمض الكربونيك. ساهم عملها في الفهم العالمي لتغير المناخ، واستخدم علماء المحيطات «جدول ساروهاشي» خلال الثلاثين عامًا القادمة.[163]
- 1955 - 1956: أصبحت عالمة الأحياء البحرية السوفيتية ماريا كلينوفا أول عالمة تعمل في أنتاركتيكا، وأجرت الأبحاث وتسوساعدت اعد في إنشاء محطة ميرني أنتاركتيكا.[164]
- 1956: أجرت عالم الفيزياء الأمريكية من أصل صيني شين-شيونغ وو تجربة فيزياء نووية بالتعاون مع مجموعة درجات الحرارة المنخفضة التابعة للمكتب الوطني الأمريكي للمعايير.[165] وأظهرت التجربة، التي أصبحت تُعرف باسم تجربة وو، أن التكافؤ يمكن انتهاكه في تفاعل ضعيف.[166]
- 1956: أصبحت دوروثي هيل أول امرأة أسترالية تُنتخب كزميلة في الأكاديمية الأسترالية للعلوم.[167]
- 1956: نشرت عالمة الحيوان وعالمة الوراثة الإنجليزية مارجريت باستوك أول دليل على أن جينًا واحدًا يمكن أن يغير السلوك.[168]
- 1957 - 1958: أنتجت العالمة الصينية Lanying Lin أول بلورات أحادية الجرمانيوم والسليكون في الصين، مما أدى بعد ذلك إلى تقنيات جديدة في تطوير أشباه الموصلات.[169]
- 1959: قادت عالمة الفلك الصينية يي شوهوا تطوير نظام التوقيت العالمي الصيني المشترك، والذي أصبح المعيار الوطني الصيني لقياس التوقيت العالمي.[170]
- 1959: أصبحت سوزان أوفوري عطا، أول طبيبة غانية، عضوًا مؤسسًا في أكاديمية غانا للعلوم والفنون[171][172]

### الستينيات
- 1960: بدأت عالمة الحيوان والمختصة بدراسة الأوليات البريطانية جين غودال دراسة الشمبانزي في تنزانيا؛ وواصلت دراستها لأكثر من 50 عاما. وتحدت ملاحظاتها الأفكار السابقة بأن البشر هم الوحيدون الذين يصنعون الأدوات وأن الشمبانزي لديه نظام غذائي نباتي أساسي.[173][174]
- 1960: حصلت الفيزيائية الطبية الأمريكية روزالين يالو على جائزة نوبل في علم وظائف الأعضاء أو الطب "عن تطوير المقايسات الإشعاعية لهرمونات الببتيد إلى جانب روجر غويليمين وأندرو ف. شالي وأندرو سكالي "لاكتشافاتهم المتعلقة بإنتاج هرمون الببتيد في المخ ".[175]
- أوائل الستينيات: درست عالمة التعدين الألمانية الكندية أورسولا فرانكلين مستويات السترونتيوم المشع بالنظائر المشعة التي كانت تظهر في أسنان الأطفال كتأثير جانبي لتداعيات اختبار الأسلحة النووية. أثّرت أبحاثها على معاهدة الحظر الجزئي للتجارب النووية لعام 1963.[176]
- ستينيات القرن العشرين: حسبت عالم الرياضيات الأمريكي كاثرين جونسون مسارات الطيران في ناسا لرحلات الفضاء المأهولة.[177]
- 1961: أصبحت الكيميائية الهندية أسيما تشاترجي أول امرأة تحصل على جائزة شانتي سواروب بهاتناغار. اشتهرت أسيما بها في أوساط العلوم الكيميائية لمساهماتها في مجال تداوي بالأعشاب.[178]
- 1962: أصبحت عالمة النبات الجنوب أفريقية مارجريت ليفينز أول رئيسة للجمعية الملكية لجنوب إفريقيا.[179]
- 1962: أصبحت الفيزيائية الفرنسية مارغريت بيري أول زميلة منتخبة للأكاديمية الفرنسية للعلوم.[180]
- 1963: أصبحت إليا فيلموداردوتر ي أول عالمة جيولوجية أيسلندية تستكمل دراستها في جامعة ستوكهولم.[181]
- 1963: أصبحت ماريا غوبرت ماير أول امرأة أمريكية تحصل على جائزة نوبل في الفيزياء؛ وشاركت الجائزة مع هانز ينسن «لاكتشافه المتعلق بهيكل القشرة النووية» ويوجين ويغنر «لإسهاماته في نظرية النواة الذرية والجسيمات الأولية، ولا سيما من خلال اكتشاف وتطبيق مبادئ التناظر الأساسية».[182][183][184]
- 1964: أكملت عالمة الرياضيات الأمريكية إيرين ستيجون العمل الذي أدى إلى نشر كتيب الوظائف الرياضية، وهو عمل مرجعي شائع الاستخدام على نطاق واسع في الرياضيات التطبيقية.
- 1964: حصلت الكيميائية البريطانية دوروثي كروفوت هودجكين على جائزة نوبل في الكيمياء "لتقريرها بتقنيات الأشعة السينية لهياكل المواد الكيميائية الحيوية المهمة.[185]
- 1965: أصبحت الأخت ماري كينيث كيلر أول امرأة أمريكية تحصل على درجة الدكتوراه في علوم الحاسوب.[186] كانت أطروحتها بعنوان «الاستدلال الاستقرائي على الأنماط المولدة بالحاسوب».[187]
- 1966: اكتشفت عالمة المناعة اليابانية تيروكو إيشيزاكا، والتي يعمل مع كيميشيج إيشيزاكا، فئة الغلوبيولين المناعي هـ.[188]
- 1967: شاركت عالمة الفيزياء والفلكية البريطانية جوسلين بيل بورنيل في اكتشاف أول النجوم النابضة اللاسلكية.[189]
- 1967: أصبحت سو أرنولد أول امرأة بريطانية تعمل في مجال المسح الجيولوجي تذهب إلى البحر على متن سفينة أبحاث.[132]
- 1967: اكتشف اختصاصية الأشعة الإشعاعية الجنوب أفريقية تيكفا ألبر أن مرض قعاص الغنم، وهو مرض يصيب دماغ الغنام، لم ينتشر عن طريق الحمض النووي أو الحمض النووي الريبوزيي مثل الأمراض الفيروسية أو البكتيرية. مكّن هذا الاكتشاف العلماء من فهم الأمراض التي تسببها البريونات بشكل أفضل.[190][191]
- 1967: ابتكرت إيفون بريل، وهي مهندسة صواريخ وطائرات نفاثة أميركية كندية، نظام الدفع هيدرازين المقاوم للمقاومة.
- 1969: أصبحت بيريس كوكس أول عالمة حفريات في هيئة المسح الجيولوجي البريطاني.[132]
- 1969: شاركت الفلكية الأوكرانية الأصل سفيتلانا جيراسيمنكو في اكتشاف مذنب 67P/تشوريوموف-جيراسيمنكو.[192]

### السبعينيات
- 1970: أصبحت دوروثي هيل أول رئيسة للأكاديمية الأسترالية للعلوم.[193]
- 1970: أصبحت سميرة إسلام أول شخص سعودي يحصل على درجة الدكتوراه في علم الصيدلة.[194]
- 1970: نشرت عالمة الفلك فيرا روبن أول دليل على المادة المظلمة.[195]
- 1971: أصبحت أودري جاكسون أول عالمة جيولوجية في مجال المسح الجيولوجي البريطاني.[132]
- 1972: شاركت عالمة المناعة الأمريكية من أصل هندي فلوسي كوهين في تأليف أول دراسة توضح الأساس الكيميائي الحيوي لأمراض نقص المناعة الأولية.[196]
- 1973: أصبحت الفيزيائية الأمريكية آنا كوبل أول امرأة أمريكية من أصل أفريقي تحصل على درجة الدكتوراه في الفيزياء الحيوية، حيث أكملت أطروحتها في جامعة إلينوي.[197]
- 1974: أسست عالم الأحياء البحرية الدومينيكي إديليزا بونيلي أكاديمية جمهورية الدومينيكان للعلوم.[198]
- 1975: انتُخبت الكيميائية الهندية أسيما تشاترجي رئيسًا عامًا لجمعية مؤتمر العلوم الهندي. وأصبحت في نفس الوقت أول عالمة تنتخب عضوًا في المؤتمر.[199]
- 1975: حصلت عالمة الوراثة الهندية أرشانا شارما على جائزة شانتي سواروب بهاتناغار، وهي أول امرأة تحصل على جائزة في العلوم البيولوجية.[200][201]
- 1975: لم تعد هناك حاجة لاستقالة الموظفات في هيئة المسح الجيولوجي البريطاني بعد الزواج.[132]
- 1975: أصبحت شين شيونغ وو أول رئيسة للجمعية الفيزيائية الأمريكية.[202]
- 1976: سافرت عالمة الأحياء المجهرية الفلبينية الأمريكية روزيلي أوكامبو فريدمان إلى القطب الجنوبي مع إمري فريدمان واكتشفت الكائنات الحية الدقيقة التي تعيش داخل صخرة روس التي يسهل اختراقها. شوهدت هذه الكائنات وهي تعيش على درجات حرارة ورطوبة منخفضتين للغاية، مما ساعد البحث العلمي في إمكانية الحياة على المريخ.[203]
- 1976: انتُخبت مارغريت بوربيدج أول رئيسة للجمعية الفلكية الأمريكية.[204][205]
- 1977: تأسست جمعية النساء الجيولوجيات.[206]
- 1977: أصبحت العالمة الأرجنتينية الكندية فيرونيكا دال واحدة من أوائل النساء اللائي حصلن على درجة الدكتوراه في الذكاء الاصطناعي.[207]
- 1977: نشرت الكندية الأمريكية اليزابيث ستيرن بحثها حول العلاقة بين حبوب منع الحمل - التي كانت تحتوي على مستويات عالية من الاستروجين في ذلك الوقت - وزيادة خطر الإصابة بسرطان عنق الرحم لدى النساء. ساعدت بياناتها في الضغط على شركات صناعة الأدوية لتوفير حبوب منع حمل أكثر أمانًا مع جرعات أقل من الهرمونات.[208]
- 1978: أصبحت آنا جين هاريسون أول رئيسة للجمعية الكيميائية الأمريكية.[209]
- 1978: عُينت ميلدريد كوهن أول رئيسة للجمعية الأمريكية للكيمياء الحيوية والبيولوجيا الجزيئية، ثم انتُخبت كرئيسة للجمعية الأمريكية للكيميائيين البيولوجيين.[210][211][212]

### الثمانينيات
- 1980: أصبحت عالمة الجيولوجيا اليابانية كاتسوكو ساروهاشي أول امرأة تُنتخب لعضوية مجلس العلوم في اليابان.[213]
- 1980: أصبحت الجيوفيزيائية النيجيرية ديبورا أجاكاي أول امرأة في أي بلد من غرب إفريقيا تُعيّن أستاذًا كاملًا للفيزياء.[214][215] خلال مسيرتها العلمية، أصبحت أول زميلة تُنتخب في أكاديمية العلوم النيجيرية، وأول عميدة للعلوم في نيجيريا.[216]
- 1983: حصلت عالمة الوراثة الخلوية الأمريكية باربرا مكلينتوك على جائزة نوبل في علم وظائف الأعضاء أو الطب عن اكتشافها للجين القافز؛ وكانت أول امرأة تحصل على هذه الجائزة دون مشاركة، وأول امرأة أمريكية تحصل على أي جائزة نوبل غير مشاركة.[217][218][219][220][221]
- 1983: أصبحت المهندسة الزراعية البرازيلة يوهانا دوبيرنر زميلًا فخريًا للأكاديمية العالمية للعلوم.[222]
- 1983: أصبحت عالمة المناعة الهندية إنديرا ناث أول عالمة تحصل على جائزة شانتي سواروب بهاتناغار في فئة العلوم الطبية.[201][223]
- 1983: أصبحت الجيولوجية سوديبتا سينجوبتا وعالمة الأحياء البحرية أديتي بانت أول امرأتين هنديتين تزوران القطب الجنوبي.[224]
- 1985: بعد تحديد فيروس نقص المناعة البشرية كسبب للإيدز، أصبحت عالمة الفيروسات الأمريكية من أصل صيني فلوسي وونغ - ستال أول عالمة تقوم باستنساخ فيروس نقص المناعة البشرية ورسم خريطة جينية له، مما أتاح تطوير أول اختبار لفحص فيروس نقص المناعة البشرية عن طريق الدم.[225]
- 1986: حصلت عالمة الأعصاب الإيطالية ريتا ليفي مونتالسيني على جائزة نوبل في علم وظائف الأعضاء أو الطب، والتي تمت مشاركتها مع ستانلي كوهين «لاكتشافاتها عن عوامل النمو».[226]
- 1988: حصلت عالمة الكيمياء الحيوية الأمريكية والصيدلية جيرترود ب. إيليون على جائزة نوبل في علم وظائف الأعضاء أو الطب مناصفةً مع جيمس دبليو بلاك وجورج هيتشينجز «لاكتشافاتهم لمبادئ هامة في علم الأدوية».[227]
- 1988: أصبحت العالمة والمخترعة الأمريكية باتريشيا باث أول أميركية من أصل أفريقي تحصل على براءة اختراع جهاز طبي، وهي مسبار الليزر المُستخدم لتحسين استخدام الليزر لإزالة الساد.[228]

### التسعينيات
- 1991: أصبحت دوريس مالكين كورتيس أول رئيسة للجمعية الجيولوجية الأمريكية.[229]
- 1991: أصبحت عالمة الجيولوجيا الهندية سوديباتا سينغوبتا أول عالمة تحصل على جائزة شانتي سواروب بهاتناغار في فئة علوم الأرض.[201][230]
- 1992: أصبحت إديث م. فلانيغن أول امرأة تُمنح ميدالية بيركين (التي تُعتبر على نطاق واسع أعلى وسام في الكيمياء الصناعية الأمريكية) لما حققته من إنجازات بارزة في الكيمياء التطبيقية.[231][232] اعترفت الميدالية بشكل خاص بتوليفاتها من المناخل الجزيئية للألومنيوم والفوسفات سيلياكت ألومينوسفات كطبقات جديدة من المواد.[232]
- 1995: حصلت عالمة الأحياء الألمانية كريستيان نيسلين فولهارد على جائزة نوبل في علم وظائف الأعضاء أو الطب، وتقاسمتها مع إدوارد ب. لويس وإريك ف. فيشاوس «لاكتشافاتهما المتعلقة بالتحكم الوراثي في التطور الجنيني المبكر».[233]
- 1995: نشرت عالمة الجيومورفولوجيا البريطانية مارجوري سويتنج أول رواية غربية شاملة للكارست الصيني، بعنوان كارست في الصين: الجيومورفولوجيا والبيئة.[234][235]
- 1995: أصبحت عالمة الأحياء الرياضية الكندية من أصل إسرائيلي ليا كيشيت أول رئيسة للجمعية الدولية لعلم الأحياء الرياضي.[236]
- 1995: أصبحت جين بلانت أول نائبة لمدير هيئة المسح الجيولوجي البريطاني.[132]
- 1995: اكتشف مفتشون من لجنة الأمم المتحدة الخاصة أن عالمة الأحياء المجهرية رحاب رشيد طه، الملقبة بـ «الدكتور جيرم»، كان تشرف على برنامج سري لتطوير الحرب البيولوجية لمدة 10 سنوات في العراق.[237][238]
- 1996: قادت عالمة الكواكب الأمريكية مارغريت جي. كيفلسون فريقًا اكتشف أول محيط تحت سطح البحر بالمياه المالحة في عالم أجنبي على سطح جوفيان قمر أوروبا.[239][240]
- 1997: حصلت عالمة التمهيديات الكندية من أصل ليتواني بيروتي جالديكاس على جائزة تايلر للإنجاز البيئي عن أعمالها البحثية وإعادة التأهيل مع حيوانات الغابة. تم الاعتراف لاحقًا في عام 2014 بعملها مع حيوانات الأورانجوتان، التي امتدت أخيرًا لأكثر من 30 عامًا، كواحدة من أطول الدراسات العلمية المستمرة للحيوانات البرية في التاريخ.[241]
- 1997: اكتشفت عالمة الفلك التشيلية ماريا تيريزا رويز كيلو 1، وهي واحدة من أول الأقزام البنية المرصودة. وتقديرًا لاكتشافها، أصبحت أول امرأة تحصل على الجائزة الوطنية التشيلية للعلوم الدقيقة .[242][243]
- أواخر التسعينيات: طوّرت الكيميائية الأمريكية الإثيوبية الأصل سوسينا م. هايل أول خلية من الوقود الحمضي الصلب.[244][245]

## القرن الحادي والعشرين

### الألفينات
- 2000: عرضت عالمة الفيزياء الفلكية الفنزويلية كاثي فيفاس اكتشافها لنحو 100 من متغيرات (RR) القيثارة الجديدة، مما وفّر نظرة ثاقبة على هيكل وتاريخ مجرة درب التبانة.[246]
- 2003: أشرفت عالمة الجيوفيزيائية الأمريكية كلوديا ألكساندر على المراحل الأخيرة من مشروع جاليليو، وهي مهمة لاستكشاف الفضاء انتهت بكوكب المشتري.[247]
- 2004: تلقت عالمة الأحياء الأمريكية ليندا بي. باك جائزة نوبل في علم وظائف الأعضاء أو الطب إلى جانب ريتشارد أكسيل «لاكتشافاتها لمستقبلات الرائحة وتنظيم الجهاز الشمي».[248]
- 2006: أصبحت عالمة الكيمياء الحيوية الشيلية سيسيليا هيدالجو تابيا، أول امرأة تحصل على الجائزة الوطنية التشيلية للعلوم الطبيعية.[249]
- 2006: قادت عالم الكيمياء الحيوية الأمريكية من اصل صيني يزهي جان تاو فريقًا من الباحثين ليصبحوا أول من قام بتخطيط التركيب الذري لفيروس الأنفلونزا أ، مما ساهم في الأبحاث المضادة للفيروسات.[250][251]
- 2006: أصبحت عالمة الطفيليات سوزان ليم أول عالمة ماليزية منتخبة في اللجنة الدولية للتسمية الحيوانية.[252]
- 2006: أصبحت مريم شديد أول عالمة فلك مغربية تسافر إلى أنتاركتيكا، حيث قادت فريقًا دوليًا من العلماء في تركيب مرصد كبير في القطب الجنوبي.[253]
- 2006: فازت عالمة الكمبيوتر الأمريكية فرانسيس إي ألن بجائزة تورينج عن «إسهاماتها الرائدة في نظرية وممارسة تحسين تقنيات المحول البرمجي التي أرست أساس المترجمين الأمثلين المعتمدين والتنفيذ التلقائي الموازي». ةكانت أول امرأة تفوز بالجائزة.[254]
- 2006: أصبحت عالمة الكمبيوتر الأمريكية من أصل كندي ماريا كلوي رئيسًا لكلية هارفي مود.[255]
- 2007: اكتشفت عالمة الجيومورفولوجيا المصري إيمان غنيم باستخدام صور الأقمار الصناعية آثار بحيرة ضخمة عمرها 11000 عام في الصحراء الكبرى. وألقى اكتشافها الضوء على أصول أكبر خزان للمياه الجوفية الحديثة في العالم.[256]
- 2007: أصبحت الفيزيائية ابتسام بادريس أول امرأة سعودية عضوًا في المنظمة الأوروبية للبحوث النووية (CERN).[257]
- 2008: حصلت عالمة الفيروسات الفرنسية فرانسوا باري سينوسي على جائزة نوبل في علم وظائف الأعضاء أو الطب، وتقاسمتها مع هارالد تسور هاوزن ولوك مونتانييه «لاكتشافهما فيروس نقص المناعة البشرية».[258]
- 2008: أصبحت الأسترالية من أصل أمريكي بيني ساكيت أول امرأة كبيرة في أستراليا.[259]
- 2008: فازت عالمة الكمبيوتر الأمريكية باربرا ليسكوف بجائزة تورينج عن «مساهماتها في الأسس العملية والنظرية لبرمجة لغة وتصميم النظم الخاصة فيما يتعلق باستخراج البيانات والتسامح مع الأخطاء والحوسبة الموزعة.»[260]
- 2009: تلقت عالمة الأحياء الجزيئية الأمريكية كارول غريدر جائزة نوبل في الفسيولوجيا أو الطب مناصفةً معإليزابيث بلاكبيرن وجاك زوستاك «لاكتشاف كيف تحمي الكروموسومات التيلوميرات وانزيم التيلوميراز».[261]
- 2009: حصلت عالمة البلورات الإسرائيلية عادا يونات، حنبًا إلى جانب فينكاترامان راماكريشنان وتوماس أ. شتايتز، على جائزة نوبل في الكيمياء عن «دراساتهم عن هيكل الريبوسوم ووظيفته».[262]
- 2009: نشرت عالمة الوراثة الصينية تسنغ فانيي وفريقها البحثي نتائج تجربتهم التي أثبتت أن الخلايا الجذعية المحفزة المحفزة يمكن استخدامها لتكوين أجسام ثديية كاملة في الفئران الحية.[263]

### من عام 2010
- 2010: أصبحت مارسيا مكنوت أول مديرة لمؤسسة المسح الجيولوجي الأمريكية.[264]
- 2011: أطلقت ألكسندرا إلبكيان، طالبة علوم الأعصاب وقرصنة الكمبيوتر الكازاخستانية موقع ساي-هب، وهو موقع إلكتروني يوفر للمستخدمين نسخ مقرصنة من الأوراق العلمية. وفي غضون خمس سنوات، نما موقع ساي-هب ليحتوي على 60 مليون ورقة وسجلت أكثر من 42 مليون عملية تنزيل سنوية من قبل المستخدمين. تم مقاضاة إلباكيان أخيرًا من قبل شركة النشر الأكاديمي الرئيسية إلزيفير، ثم التي استولت على ساي هب لاحقًا، لكنها عادت إلى الظهور تحت أسماء نطاقات مختلفة.[265]
- 2011: قادت عالم الفيزياء الفلكية الأمريكية من أصل تايوانيتشونغ بي ما فريقًا من العلماء لاكتشاف اثنين من أكبر الثقوب السوداء التي تمت ملاحظتها على الإطلاق.[266]
- 2012: اكتشفت الطالبة كلارا لازن، جزيء رباعي النيتريكوكربونات الجزيئي.[267]
- 2013: حددت المتخصصة في علم الوراثة الكندية توري كينج بقايا الهيكل العظمي التي تعود إلى 500 عام للملك ريتشارد الثالث.[268]
- 2013: نشرت الدكتورة الكينية دوروثي وانجا نيينغي أول دليل لأنواع أسماك المياه العذبة في كينيا.[269]
- 2014: حصلت عالمة النفس النرويجية وعالمة الأعصاب ماي بريت موسر على جائزة نوبل في علم وظائف الأعضاء أو الطب، وتقاسمنها مع إدوارد موسر وجون أوكيف «لاكتشافاتهم للخلايا التي تشكل نظام تحديد المواقع في الدماغ».[270]
- 2014: أصبحت المتخصصة في علم المناخ القديم والجيولوجيا البحرية الأمريكية مورين رايمو أول امرأة تحصل على ميدالية ولاستون، وهي أعلى جائزة من الجمعية الجيولوجية في لندن.[271][272]
- 2014: حصلت الفيزيائية الأمريكية شيرلي آن جاكسون على الميدالية الوطنية للعلوم. كانت جاكسون أول امرأة أمريكية من أصل أفريقي تحصل على درجة الدكتوراه من معهد ماساتشوستس للتكنولوجيا (MIT) في أوائل سبعينيات القرن الماضي، وأول امرأة تترأس اللجنة التنظيمية النووية الأمريكية.[273][274]
- 2014: تلقت عالمة الرياضيات الإيرانية مريم مرزخاني ميدالية فيلدز عن عملها في «ديناميات وهندسة أسطح ريمان ومساحاتها المعيارية».[275]
- 2015: حصلت الصينية تو يويو على جائزة نوبل في علم وظائف الأعضاء أو الطب، وتقاسمتها مع ويليام كامبل وساتوشي أومورا «لاكتشافاتها المتعلقة بعلاج جديد ضد الملاريا».[276]
- 2015: أصبحت آشا دي فوس أول شخص سريلانكي يحصل على درجة الدكتوراه في أبحاث الثدييات البحرية، مستكملاً أطروحتها عن «العوامل المؤثرة في تجمعات الحوت الأزرق قبالة جنوب سري لانكا» في جامعة غرب أستراليا .[277][278]
- 2016: أصبحت مارسيا مكنوت أول رئيسة للأكاديمية الوطنية الأمريكية للعلوم.[279]
- 2018: كان عالما الفيزياء الفلكية البريطانيان هيرانيا بيريس وجوانا دونكلي وعالمة الكونيات الإيطالية ليسيا فيردي من بين 27 عالمًا حصلوا على جائزة الفيزياء الأساسية عن مساهماتهم في «خرائط تفصيلية للكون المبكر ساعدت بشكل كبير في معرفتنا بتطور الكون والتقلبات التي تزرع تشكيل المجرات».[280]
- 2018: حصلت عالمة الفيزياء الفلكية البريطانية جوسلين بيل بورنيل على جائزة الاختراق الخاصة في الفيزياء الأساسية لما حققته من إنجازات علمية و «قيادة ملهمة» بقيمة 3 ملايين دولار. وقد تبرعت بأموال الجائزة بأكملها من أجل إنشاء منح دراسية لمساعدة النساء والأقليات الممثلة تمثيلا ناقصا واللاجئين الذين يتابعون دراسة الفيزياء.[281]
- 2018: حصل عالم الفيزياء الكندي دونا ستريكلاند على جائزة نوبل في الفيزياء «عن الاختراعات الرائدة في مجال فيزياء الليزر»؛ شاركتها مع آرثر أشكين وجيرارد مورو .[282][283]
- 2018: حصل فرانسيس أرنولد على جائزة نوبل في الكيمياء «عن التطور المباشر للأنزيمات»؛ شاركتها مع جورج سميث وجريجوري وينتر، الذي استلمها «لعرضها الببتيد والأجسام المضادة».[284] جعل هذا فرانسيس أول امرأة أمريكية تحصل على جائزة نوبل في الكيمياء .[285]
- .[286]
- 2019: أصبحت عالم الرياضيات كارين أولينبيك أول امرأة تفوز بجائزة أبيل «لإنجازاتها الرائدة في المعادلات التفاضلية الجزئية الهندسية، ونظرية القياس، والأنظمة القابلة للتكامل، والتأثير الأساسي لعملها على التحليل والهندسة والفيزياء الرياضية».[287]
- 2019: طورت عالمة التصوير كاتي بومان خوارزمية جعلت أول تصور لثقب أسود ممكنًا باستخدام تلسكوب الأحداث في الأفق . كانت جزءًا من فريق مكون من أكثر من 200 شخص قاموا بتنفيذ المشروع.[288][289][290][291]

## روابط خارجية
- Famous female scientists: A timeline of pioneering women in science from the website of Dr Helen Klus